# Astrophiura
Astrophiura is een geslacht van slangsterren uit de familie Ophiuridae.

## Soorten
- Astrophiura chariplax Baranova, 1955
- Astrophiura kawamurai Matsumoto, 1913
- Astrophiura kohurangi McKnight, 1975
- Astrophiura levii Vadon, 1991
- Astrophiura marionae Ziesenhenne, 1951
- Astrophiura permira Sladen, 1879
- Astrophiura tiki Litvinova & Smirnov, 1981
- Astrophiura wanikawa Fujita & Hendler, 2001